# Lugauer
Lugauer är ett berg i Österrike.   Det ligger i distriktet Liezen och förbundslandet Steiermark, i den östra delen av landet, 140 km sydväst om huvudstaden Wien. Toppen på Lugauer är 2 217 meter över havet, eller 658 meter över den omgivande terrängen. Bredden vid basen är 4,1 km.
Terrängen runt Lugauer är bergig åt nordväst, men åt sydost är den kuperad. Närmaste större samhälle är Eisenerz, 12,6 km öster om Lugauer. 
I omgivningarna runt Lugauer växer i huvudsak blandskog. Runt Lugauer är det ganska tätbefolkat, med 60 invånare per kvadratkilometer.